# Kofoedsminde
Kofoedsminde er en landsdækkende specialinstitution for voksne, domsanbragte udviklingshæmmede. Organisationen har 17 forskellige boligafsnit. Heraf er 16 boligafsnit sikrede og en åben. Kofoedsminde råder over et § 103 arbejds- og undervisningstilbud. Der er omkring 400 medarbejdere fastansat på Kofoedsminde, men med vikarer er der omkring 500 pædagogiske medarbejdere beskæftiget på Kofoedsminde. Ved kommunalreformen den 1. januar 2007 overtog Region Sjælland driftsherreansvaret for Kofoedsminde fra Storstrøms Amt. 
Kofoedsminde har hovedsæde i Rødbyhavn på Lolland, hvor de fleste aktiviteter er samlet. Men Kofoedsminde har en afdeling på Stevns i nogle af den sikrede ungdomsinstitution Stevnsfortets bygninger. Forstander Tina Krintéll er leder af institutionen fra august 2023.
Kofoedsminde blev oprettet i 1983 af Storstrøms Amt. Institutionen blev placeret i det område og de bygninger i Rødbyhavn, der tidligere var en del af Rødbygård. 

## Rødbygård
Rødbygård har en lang historie der begyndte i 1928. Kristian Hansen Kofoed, der var departementschef i Finansministeriet og formand for den sjællandske anstalt der i 1930 skiftede navn til Østifternes Aandssvageanstalt, fik ideen til oprettelsen af Rødbygård. (Kirchhoff 1979)
Under 1. verdenskrig havde driftige investorer opført et stort skibsværft i Rødbyhavn. Samtidig blev der opført en hel ny by med arbejderboliger, funktionærboliger, værftskontorer etc. på stedet.
I 1918, da krigen var slut, brød det hele økonomisk sammen. 
På initiativ af K.H. Kofoed og med en bevilling fra staten købte den sjællandske anstalt i 1928 store dele af byen og et omfattende byggearbejde blev igangsat. Inden istandsættelsen af de oprindelige bygninger var færdig, blev det besluttet også at bygge to sikrede afdelinger på området. Afdeling A, den nuværende Syltholmbygning fik plads til 30 personer. Afdeling B, den nuværende Højbobygning fik plads til 72 personer. Den 1. august 1930 fandt indvielsen sted. Rødbygård var en realitet.
Det var Østifternes Aandssvageanstalt  der var driftsherre for Rødbygård frem til 1933. Socialreformen i 1933 betød, at Staten overtog de økonomiske forpligtelser for beboerne på Rødbygård.
I 1937 blev gården Bindernæs købt og lagt ind under Rødbygård som avlsgård. I 1979 blev Bindernæs solgt til SID, som brugte den som efterskole, og det er den i dag.
Åndssvageloven af 1959 betød nye tider for Rødbygård. Rødbygård blev til en centralinstitution og ledelsesmæssigt skete der også ændringer. Den overordnede ledelse af centralinstitutionen bestod nu af en overlæge, en inspektør, en socialleder og en undervisningsleder.
I 1980 blev Statens Åndssvageforsorg nedlagt, og amterne overtog driften af institutionerne. Storstrøms Amt overtog Rødbygård og i 1983 blev Kofoedsminde udskilt som en selvstændig institution med eget budget og egen ledelse.
Ved kommunalreformen i 2007 blev amterne nedlagt. Det betød, at Region Sjælland, der opstod ved sammenlægningen af det tidligere Roskilde Amt, Vestsjællands Amt og Storstrøms Amt, blev driftsherre for Kofoedsmindede fra 1. januar 2007. 
Den øvrige del af det tidligere Rødbygård hedder Bo og Naboskab Sydlolland. Disse boliger og dagtilbud til udviklingshæmmede fik også Region Sjælland som driftsherre. Det betød, at Region Sjælland blev driftsherre for hele det område, der tidligere var Rødbygård.

## Film
Dokumentarfilmen For farlig til frihed følger tre af beboerne på Kofoedsminde. Filmen er produceret af Kaare Sand, Sand TV Aps. Tilrettelægger Kristian Almblad. Blev vist første gang på DR1 21. februar 2007.
I 2022 sendte DR 1 en opfølgning, sæson 1, på tre episoder, hvor tilrettelægger Christian Almblad vendte tilbage til Kofoedsminde.
I 2023 fulgte sæson 2, på tre episoder, hvor  Kristian Almblad igen var tilbage på Kofoedsminde. Blev vist på DR 1.